# Ý thức hệ
Ý thức hệ, ý hệ hay hệ tư tưởng là một tập hợp các niềm tin hoặc triết lý được gán cho một người hoặc một nhóm người, đặc biệt là được tổ chức vì những lý do không hoàn toàn là nhận thức luận, trong đó "các yếu tố thực tiễn cũng được chú trọng như các yếu tố lý thuyết. "  Trước đây thuật ngữ ý thức hệ được áp dụng chủ yếu cho các lý thuyết và chính sách kinh tế, chính trị hoặc tôn giáo. Tuy nhiên, kể từ khi được sử dụng bởi Karl Marx và Friedrich Engels, gần đây thuật ngữ này được sử dụng chủ yếu với hàm ý lên án.
Thuật ngữ này được đặt ra bởi Antoine Destutt de Tracy, một nhà quý tộc và triết gia Khai sáng người Pháp. Ông đã tạo ra nó vào năm 1796 với ý nghĩa "khoa học về ý tưởng" để phát triển một hệ thống ý tưởng hợp lý để chống lại các xung động phi lý của đám đông. Trong khoa học chính trị, thuật ngữ này được sử dụng theo nghĩa mô tả để chỉ các hệ thống niềm tin chính trị.

## Lịch sử
Từ ngữ này và hệ thống các ý tưởng liên quan được Antoine Destutt de Tracy đặt ra vào năm 1796 khi đang ở trong tù chờ xét xử trong Thời đại khủng bố, nơi ông đọc các tác phẩm của Locke và Condillac. Với hy vọng hình thành một nền tảng an toàn cho các ngành khoa học đạo đức và chính trị, Tracy đã nghĩ ra thuật ngữ "khoa học về ý tưởng", dựa trên hai điều:
1. những cảm giác mà mọi người trải nghiệm khi họ tương tác với thế giới vật chất; và
2. những ý tưởng hình thành trong đầu họ do những cảm giác đó.

Ông quan niệm hệ tư tưởng là một triết lý tự do sẽ bảo vệ tự do cá nhân, tài sản, thị trường tự do và giới hạn hiến pháp đối với quyền lực nhà nước. Ông lập luận rằng, trong số các khía cạnh này, ý thức hệ là thuật ngữ chung nhất bởi vì "khoa học về ý tưởng" cũng chứa đựng nghiên cứu về biểu hiện và suy luận của họ. Cuộc đảo chính lật đổ Maximilien Robespierre cho phép Tracy theo đuổi công việc của mình. Tracy đã phản ứng với giai đoạn khủng bố của cuộc cách mạng (trong chế độ Napoléon) bằng cách cố gắng xây dựng một hệ thống ý tưởng hợp lý để chống lại các xung động phi lý đã gần như phá hủy ông.
Có lẽ nguồn dễ tiếp cận nhất cho ý nghĩa gần như nguyên bản của ý thức hệ là tác phẩm của Hippolyte Taine về Ancien Régime, Nguồn gốc của Pháp đương đại I. Ông mô tả hệ tư tưởng giống như dạy triết học thông qua phương pháp Socrates mà không cần mở rộng hơn vốn từ vựng đang có của độc giả đại chúng và các ví dụ từ quan sát mà khoa học thực nghiệm đòi hỏi. Taine không chỉ định nghĩa ý thức hệ theo Destutt De Tracy, mà còn theo môi trường xã hội của ông, và bao gồm cả Condillac như một trong những tiền thân của thuật ngữ.
Napoleon Bonaparte đã xem ý thức hệ là một thuật ngữ lạm dụng và thường vội vã chống lại các kẻ thù ủng hộ tự do của mình trong Thể chế của Tracy. Theo sự tái cấu trúc lịch sử của Karl Mannheim về những thay đổi trong ý nghĩa của ý thức hệ, ý nghĩa hiện đại của từ này được sinh ra khi Napoleon sử dụng nó để mô tả các đối thủ của mình là "ý thức hệ". Cuốn sách lớn của Tracy, The Elements of Ideology, đã sớm được dịch sang các ngôn ngữ chính của Châu Âu.
Trong thế kỷ sau Tracy, thuật ngữ ý thức hệ luân chuyển qua lại giữa ý nghĩa tích cực và tiêu cực. Trong thế hệ tiếp theo này, khi các chính phủ hậu Napoleon áp dụng lập trường phản động, đã ảnh hưởng đến các nhà tư tưởng Ý, Tây Ban Nha và Nga, những người đã bắt đầu tự mô tả là "những người tự do" và cố gắng thống trị hoạt động cách mạng vào đầu những năm 1820, bao gồm cả phiến quân Carlist ở Tây Ban Nha; các xã hội Carbonari ở Pháp và Ý; và Decembrists ở Nga. Karl Marx đã thông qua ý nghĩa tiêu cực của Napoleon về thuật ngữ này, sử dụng nó trong các tác phẩm của mình, trong đó ông từng mô tả Tracy là một fischblütige Bourgeoisdoktrinär  (một 'học thuyết tư sản máu cá').
Kể từ đó, thuật ngữ này đã giảm đi phần nào sự châm chọc, và đã trở thành một thuật ngữ trung lập trong phân tích các ý kiến chính trị và quan điểm khác nhau của các nhóm xã hội. Trong khi Marx đặt thuật ngữ trong cuộc đấu tranh giai cấp và thống trị, những người khác tin rằng đó là một phần cần thiết của hoạt động thể chế và hội nhập xã hội.

## Định nghĩa và phân tích
Có nhiều loại ý thức hệ khác nhau, bao gồm chính trị, xã hội, nhận thức luận và đạo đức.
Phân tích gần đây có xu hướng cho rằng hệ tư tưởng là một "hệ thống ý tưởng mạch lạc" dựa trên một vài giả định cơ bản về thực tế có thể có hoặc không có bất kỳ cơ sở thực tế nào. Thông qua hệ thống này, các ý tưởng trở nên mạch lạc, lặp đi lặp lại thông qua các lựa chọn liên tục chủ quan mà mọi người đưa ra. Những ý tưởng này phục vụ như hạt giống xung quanh mà suy nghĩ thêm phát triển. Những người tin vào ý thức hệ bao gồm từ sự chấp nhận thụ động thông qua việc vận động nhiệt thành đến niềm tin thực sự. Theo phân tích gần đây nhất, hệ tư tưởng không nhất thiết đúng hay sai.
Định nghĩa, chẳng hạn như của Manfred Steger và Paul James nhấn mạnh cả hai vấn đề khuôn mẫu và đội ngũ tuyên bố sự thật:
Ideologies are patterned clusters of normatively imbued ideas and concepts, including particular representations of power relations. These conceptual maps help people navigate the complexity of their political universe and carry claims to social truth.

 Các nghiên cứu về khái niệm ý thức hệ (chứ không phải ý thức hệ cụ thể) đã được thực hiện dưới tên hệ tư tưởng hệ thống trong các tác phẩm của George Walford và Harold Walsby, người cố gắng khám phá mối quan hệ giữa hệ tư tưởng và hệ thống xã hội.
David W. Minar mô tả sáu cách khác nhau mà ý thức hệ đã được sử dụng:
1. Là một tập hợp các ý tưởng nhất định với các loại nội dung nhất định, thường là quy phạm;
2. Là hình thức hoặc cấu trúc logic bên trong mà các ý tưởng có trong một tập hợp;
3. Bởi các ý tưởng đóng vai trò trong tương tác xã hội-con người;
4. Bởi các ý tưởng đóng vai trò trong cấu trúc của một tổ chức;
5. Như ý nghĩa, mục đích của nó là thuyết phục; và
6. Là địa điểm của sự tương tác xã hội.

Đối với Willard A. Mullins, một ý thức hệ nên trái ngược với các vấn đề liên quan (nhưng khác biệt) của xã hội không tưởng và huyền thoại lịch sử. Một ý thức hệ bao gồm bốn đặc điểm cơ bản:
1. nó phải có quyền lực đối với nhận thức;
2. nó phải có khả năng hướng dẫn những đánh giá của một người;
3. nó phải cung cấp hướng dẫn đối với hành động; và
4. nó phải hợp lý mạch lạc.

Terry Eagleton phác thảo (ít nhiều không theo thứ tự cụ thể) một số định nghĩa về ý thức hệ:
1. Quá trình sản xuất ý nghĩa, dấu hiệu và giá trị trong đời sống xã hội
2. Một nhóm các ý tưởng đặc trưng của một nhóm hoặc lớp xã hội cụ thể
3. Ý tưởng giúp hợp pháp một quyền lực chính trị thống trị
4. Những ý tưởng sai lầm giúp hợp pháp một quyền lực chính trị thống trị
5. Giao tiếp bị bóp méo một cách có hệ thống
6. Ý tưởng cung cấp một vị trí cho một chủ đề
7. Các hình thức tư tưởng thúc đẩy bởi lợi ích xã hội
8. Tư duy nhận dạng
9. Ảo tưởng cần thiết về mặt xã hội
10. Sự kết hợp của diễn ngôn và sức mạnh
11. Phương tiện mà các tác nhân xã hội có ý thức hiểu về thế giới của họ
12. Những niềm tin định hướng hành động
13. Sự nhầm lẫn của thực tế ngôn ngữ và hiện tượng
14. Đóng cửa bán [15]
15. Phương tiện không thể thiếu trong đó các cá nhân sống theo quan hệ của họ với một cấu trúc xã hội
16. Quá trình chuyển đổi đời sống xã hội thành hiện thực tự nhiên

Nhà triết học người Đức Christian Duncker kêu gọi "phản ánh phê phán khái niệm ý thức hệ". Trong tác phẩm của mình, ông đã cố gắng đưa khái niệm ý thức hệ lên tiền cảnh, cũng như các mối quan tâm liên quan chặt chẽ của nhận thức luận và lịch sử, xác định hệ tư tưởng theo hệ thống các bài thuyết trình tuyên bố rõ ràng hoặc ngầm định về sự thật tuyệt đối.

### Giải thích của chủ nghĩa Mác

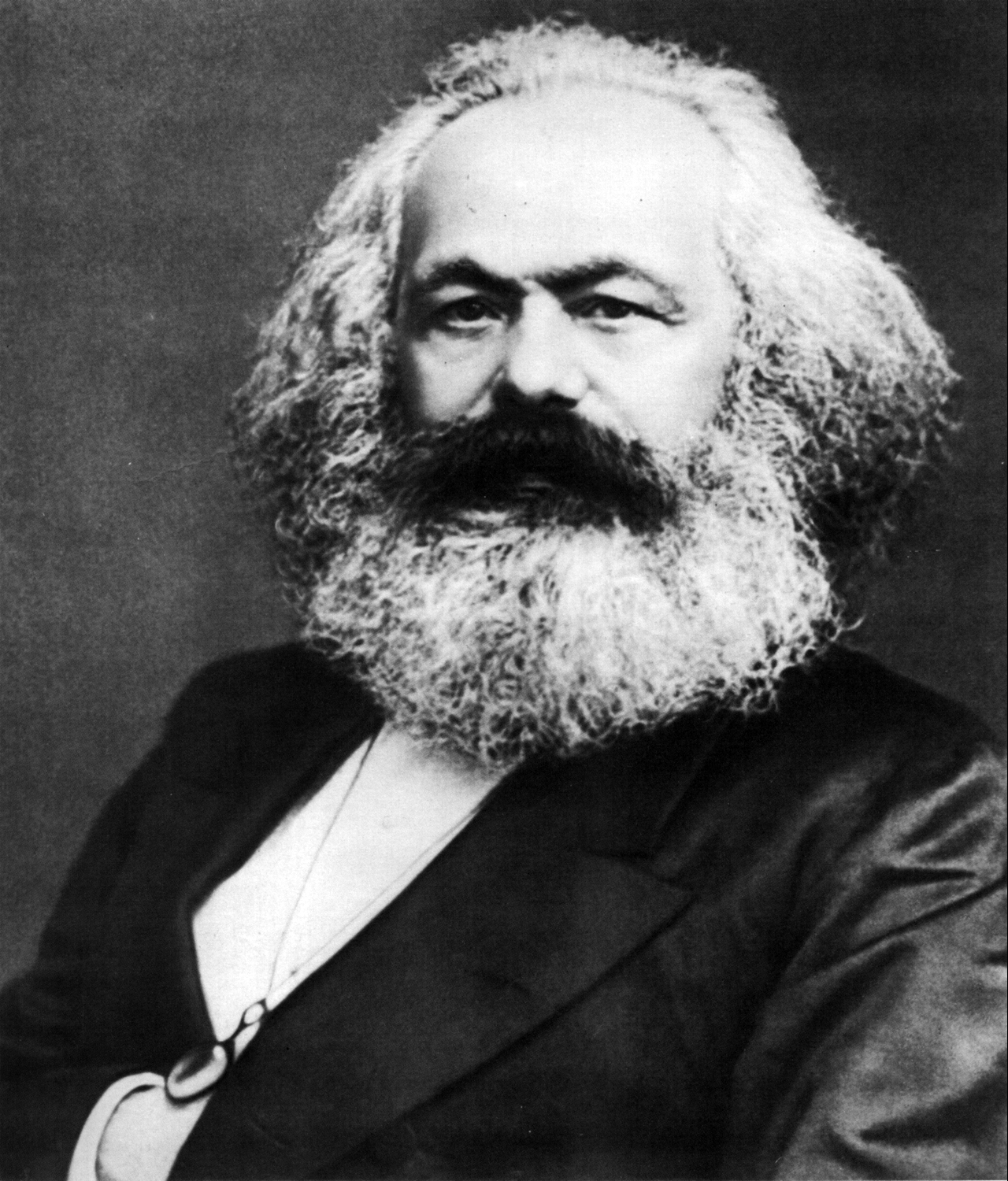
Karl Marx cho rằng Hệ tư tưởng thống trị của một xã hội là không thể thiếu trong kiến trúc thượng tầng của nó.

Trong mô hình cơ sở và kiến trúc thượng tầng của xã hội mácxít, cơ sở biểu thị quan hệ sản xuất và phương thức sản xuất, và kiến trúc thượng tầng biểu thị hệ tư tưởng thống trị (tức là hệ thống tôn giáo, pháp lý, chính trị). Cơ sở kinh tế của sản xuất quyết định kiến trúc thượng tầng chính trị của một xã hội. Lợi ích giai cấp thống trị quyết định kiến trúc thượng tầng và bản chất của các hành động biện minh tư tưởng biện minh là khả thi vì giai cấp thống trị kiểm soát các phương tiện sản xuất. Chẳng hạn, trong một phương thức sản xuất phong kiến, hệ tư tưởng tôn giáo là khía cạnh nổi bật nhất của kiến trúc thượng tầng, trong khi trong sự hình thành tư bản chủ nghĩa, các hệ tư tưởng như chủ nghĩa tự do và dân chủ xã hội chiếm ưu thế. Do đó tầm quan trọng lớn của hệ tư tưởng biện minh cho một xã hội; nó gây nhầm lẫn về mặt chính trị cho các nhóm xã hội xa lánh thông qua ý thức sai lầm.
Một số giải thích đã được trình bày. Gyorgy Lukács đề xuất ý thức hệ như một sự phóng chiếu ý thức giai cấp của giai cấp thống trị. Antonio Gramsci sử dụng quyền bá chủ văn hóa để giải thích tại sao tầng lớp lao động có quan niệm tư tưởng sai lầm về lợi ích tốt nhất của họ là gì. Marx lập luận rằng "Giai cấp có phương tiện sản xuất vật chất theo ý của mình có quyền kiểm soát đồng thời đối với các phương tiện sản xuất tinh thần." 
Công thức của Marxist về "ý thức hệ như một công cụ tái sản xuất xã hội" có ý nghĩa quan trọng đối với xã hội học tri thức, viz. Karl Mannheim, Daniel Bell và Jürgen Habermas et al. Hơn nữa, Mannheim đã phát triển và tiến bộ, từ quan niệm của chủ nghĩa Mác "toàn diện" nhưng "đặc biệt" đến một quan niệm tư tưởng "tổng quát" và "tổng thể" thừa nhận rằng tất cả các ý thức hệ (bao gồm cả chủ nghĩa Mác) xuất phát từ đời sống xã hội, một ý tưởng được phát triển bởi chủ nghĩa Mác nhà xã hội học Pierre Bourdieu. Slavoj Žižek và trường Frankfurt trước đó đã thêm vào "lý thuyết chung" về ý thức hệ một cái nhìn sâu sắc về phân tâm học rằng các ý thức hệ không chỉ bao gồm các ý tưởng có ý thức, mà còn vô thức.

### Bộ máy nhà nước tư tưởng (Althusser)
Nhà triết học Marxist người Pháp Louis Althusser đã đề xuất rằng ý thức hệ là "sự tồn tại tưởng tượng (hoặc ý tưởng) của sự vật vì nó liên quan đến các điều kiện thực tế của sự tồn tại" và sử dụng một diễn ngôn về mặt trăng. Một số mệnh đề, không bao giờ sai, đề xuất một số mệnh đề khác, đó là. Theo cách này, bản chất của diễn ngôn lacunar là những gì không được nói (nhưng được đề xuất).
Ví dụ, tuyên bố "Tất cả đều bình đẳng trước pháp luật ", đó là nền tảng lý thuyết của các hệ thống pháp luật hiện hành, cho thấy rằng tất cả mọi người có thể có giá trị như nhau hoặc có cơ hội như nhau. Điều này là không đúng, đối với khái niệm tài sản tư nhân và quyền lực đối với các phương tiện sản xuất dẫn đến việc một số người có thể sở hữu nhiều hơn so với những người khác. Sự chênh lệch quyền lực này mâu thuẫn với tuyên bố rằng tất cả đều chia sẻ cả giá trị thực tế và cơ hội tương lai như nhau; ví dụ, người giàu có thể đủ khả năng đại diện pháp lý tốt hơn, thực tế ưu tiên họ trước pháp luật.
Althusser cũng đã đưa ra khái niệm về bộ máy nhà nước tư tưởng để giải thích lý thuyết về ý thức hệ của ông. Luận văn đầu tiên của ông là "tư tưởng không có lịch sử": trong khi ies ideolog cá nhân có lịch sử, xen kẽ với đấu tranh giai cấp nói chung của xã hội, hình thức chung của tư tưởng là bên ngoài để lịch sử.
Đối với Althusser, niềm tin và ý tưởng là sản phẩm của thực tiễn xã hội, chứ không phải ngược lại. Luận điểm của ông rằng " ý tưởng là vật chất " được minh họa bằng "lời khuyên tai tiếng" của Pascal đối với những người không tin: "Quỳ xuống và cầu nguyện, rồi bạn sẽ tin". Cuối cùng, ý thức hệ đối với Althusser không phải là niềm tin chủ quan được giữ trong "tâm trí" ý thức của các cá nhân con người, mà là những diễn ngôn tạo ra những niềm tin này, các thể chế vật chất và nghi lễ mà các cá nhân tham gia mà không đưa nó vào kiểm tra ý thức và hơn thế nữa tư duy phê phán.

### Tư tưởng và hàng hóa (Debord)
Nhà lý luận mácxít Pháp Guy Debord, thành viên sáng lập của Tổ chức tình huống quốc tế, lập luận rằng khi hàng hóa trở thành "phạm trù thiết yếu" của xã hội, tức là khi quá trình hàng hóa được hoàn thành đến mức tối đa, hình ảnh của xã hội được truyền bá bởi hàng hóa (vì nó mô tả tất cả sự sống được cấu thành bởi các khái niệm và đối tượng nhận được giá trị của chúng chỉ là hàng hóa có thể giao dịch theo giá trị trao đổi), xâm chiếm toàn bộ cuộc sống và giảm xã hội thành một đại diện đơn thuần, Hiệp hội của cảnh tượng.

### Tư tưởng và tính hợp lý (Vietta)
Nhà sử học văn hóa Đức Silvio Vietta đã mô tả sự phát triển và mở rộng tính hợp lý của phương Tây từ thời cổ đại trở đi thường được đi kèm và định hình bởi các hệ tư tưởng như " chiến tranh chính nghĩa ", " tôn giáo thực sự ", chủ nghĩa phân biệt chủng tộc, chủ nghĩa dân tộc hoặc tầm nhìn của lịch sử tương lai như một loại 'thiên đường trên mặt đất' trong chủ nghĩa cộng sản. Ông nói rằng những ý tưởng như thế này đã trở thành ý thức hệ bằng cách đưa ra những hành động chính trị bá quyền một veneer lý tưởng và trang bị cho các nhà lãnh đạo của họ một vị trí cao hơn và, trong " tôn giáo chính trị " (Eric Voegelin), gần như là sức mạnh của Chúa, để họ trở thành bậc thầy trong cuộc sống (và cái chết) của hàng triệu người. Do đó, ông cho rằng các hệ tư tưởng đã góp phần tạo nên sức mạnh phi lý cho những ý tưởng phi lý, bên dưới chúng có thể vận hành như những biểu hiện của chủ nghĩa duy tâm.

### Tác nhân hợp nhất (Hoffer)
Nhà triết học người Mỹ Eric Hoffer đã xác định một số yếu tố hợp nhất những người theo một ý thức hệ cụ thể:
1. Hận thù: "Các phong trào quần chúng có thể tăng lên và lan rộng mà không có Thiên Chúa, nhưng không bao giờ không có niềm tin vào một con quỷ ".[23] "Ma quỷ lý tưởng" là một người nước ngoài.[23]:93
2. Bắt chước: "Chúng ta càng ít hài lòng khi trở thành chính mình, mong muốn của chúng ta giống như những người khác càng lớn, chúng ta càng không tin vào phán đoán và may mắn của mình, chúng ta càng sẵn sàng làm theo tấm gương của người khác."[23]
3. Thuyết phục: Sự nhiệt thành thịnh vượng của các nhà tuyên truyền xuất phát từ "một cuộc tìm kiếm đam mê cho một thứ chưa được tìm thấy nhiều hơn mong muốn ban tặng một thứ mà chúng ta đã có." [23] :110
4. Cưỡng chế: Hoffer khẳng định rằng bạo lực và sự cuồng tín là phụ thuộc lẫn nhau. Mọi người buộc phải chuyển đổi sang tín ngưỡng Hồi giáo hoặc cộng sản trở nên cuồng tín như những người đã ép buộc. "Cần có đức tin cuồng tín để hợp lý hóa sự hèn nhát của chúng ta." [23]
5. Lãnh đạo: Không có người lãnh đạo thì không có phong trào. Thường thì người lãnh đạo phải chờ đợi lâu trong cánh cho đến khi thời gian chín muồi. Ông kêu gọi sự hy sinh trong hiện tại, để biện minh cho tầm nhìn của mình về một tương lai ngoạn mục. Các kỹ năng cần có bao gồm: táo bạo, trơ tráo, ý chí sắt đá, niềm tin cuồng tín; hận thù đam mê, xảo quyệt, một niềm vui trong các biểu tượng; khả năng truyền cảm hứng cho niềm tin mù quáng trong quần chúng; và một nhóm các trung úy có thể.[23]:112-4 Chủ nghĩa Charlatan là không thể thiếu, và nhà lãnh đạo thường bắt chước cả bạn bè và kẻ thù, "một kiểu thời trang độc nhất sau một người mẫu". Anh ta sẽ không dẫn dắt những người theo dõi về "miền đất hứa ", mà chỉ "tránh xa bản thân không mong muốn của họ" [23] :116-9
6. Hành động: Những suy nghĩ ban đầu bị triệt tiêu, và sự đoàn kết được khuyến khích, nếu quần chúng được giữ lại thông qua các dự án lớn, diễu hành, thăm dò và công nghiệp.[23] :120-1
7. Nghi ngờ: "Có sự tò mò và gián điệp, xem căng thẳng và nhận thức căng thẳng về việc bị theo dõi." Sự không tin tưởng bệnh lý này không bị cản trở và khuyến khích sự phù hợp, không phải bất đồng chính kiến.[23] :124

### Ronald Inglehart
Ronald Inglehart thuộc Đại học Michigan là tác giả của Khảo sát giá trị thế giới, từ năm 1980, đã lập bản đồ thái độ xã hội ở 100 quốc gia đại diện cho 90% dân số toàn cầu. Kết quả chỉ ra rằng nơi mọi người sống có khả năng tương quan chặt chẽ với niềm tin ý thức hệ của họ. Ở phần lớn châu Phi, Nam Á và Trung Đông, mọi người thích tín ngưỡng truyền thống và ít khoan dung hơn với các giá trị tự do. Tin lành châu Âu, ở một thái cực khác, tôn trọng nhiều hơn đến niềm tin thế tục và các giá trị tự do. Một mình giữa các quốc gia có thu nhập cao, Hoa Kỳ đặc biệt tuân thủ tín ngưỡng truyền thống, trong trường hợp này là Kitô giáo.

## Ý thức hệ chính trị
Trong các nghiên cứu xã hội, một hệ tư tưởng chính trị là một tập hợp đạo đức nhất định về lý tưởng, nguyên tắc, học thuyết, huyền thoại hoặc biểu tượng của một phong trào xã hội, thể chế, giai cấp hoặc nhóm lớn giải thích cách xã hội nên hoạt động, đưa ra một số kế hoạch chính trị và văn hóa cho trật tự xã hội nhất định. Hệ tư tưởng chính trị quan tâm đến nhiều khía cạnh khác nhau của xã hội, bao gồm (ví dụ): kinh tế, giáo dục, y tế, luật lao động, luật hình sự, hệ thống tư pháp, cung cấp an sinh xã hội và phúc lợi xã hội, thương mại, môi trường, trẻ vị thành niên, nhập cư, chủng tộc, sử dụng quân đội, yêu nước, và tôn giáo quy mô quốc gia.
Hệ tư tưởng chính trị có hai chiều:
1. Mục tiêu: xã hội nên hoạt động như thế nào; và
2. Phương pháp: những cách thích hợp nhất để đạt được sự sắp xếp lý tưởng

Có nhiều phương pháp được đề xuất để phân loại các ý thức hệ chính trị, mỗi phương pháp khác nhau này tạo ra một phổ chính trị cụ thể. Ý thức hệ cũng tự xác định vị trí của chúng trên phổ (ví dụ: bên trái, giữa hoặc bên phải), mặc dù độ chính xác về mặt này thường có thể gây tranh cãi. Cuối cùng, hệ tư tưởng có thể được phân biệt với các chiến lược chính trị (ví dụ, chủ nghĩa dân túy) và từ các vấn đề duy nhất mà một đảng có thể được xây dựng xung quanh (ví dụ hợp pháp hóa cần sa). Triết gia Michael Oakeshott định nghĩa hệ tư tưởng như vậy là "sự rút ngắn chính thức của tầng phụ được cho là của sự thật hợp lý có trong truyền thống". Hơn nữa, Charles Blattberg cung cấp một tài khoản phân biệt các ý thức hệ chính trị với các triết lý chính trị.
Một hệ tư tưởng chính trị chủ yếu liên quan đến chính nó làm thế nào để phân bổ quyền lực và những gì kết thúc quyền lực nên được sử dụng. Một số bên theo một ý thức hệ nhất định rất chặt chẽ, trong khi những người khác có thể lấy cảm hứng rộng rãi từ một nhóm các ý thức hệ liên quan mà không đặc biệt nắm lấy bất kỳ một trong số họ. Mỗi tư tưởng chính trị chứa những ý tưởng nhất định trên những gì nó coi là tốt nhất dưới hình thức chính phủ (ví dụ, dân chủ, mị dân, chính trị thần quyền, Caliphate vv), và tốt nhất hệ thống kinh tế (ví dụ như chủ nghĩa tư bản, chủ nghĩa xã hội, vv). Đôi khi cùng một từ được sử dụng để xác định cả một ý thức hệ và một trong những ý tưởng chính của nó. Chẳng hạn, chủ nghĩa xã hội có thể đề cập đến một hệ thống kinh tế, hoặc nó có thể đề cập đến một ý thức hệ hỗ trợ hệ thống kinh tế đó.  Bài viết năm 1991, nhiều nhà bình luận cho rằng chúng ta đang sống trong thời đại hậu tư tưởng, trong đó các hệ tư tưởng hoàn hảo, bao gồm tất cả đã thất bại. Quan điểm này thường được liên kết    với những bài viết của Francis Fukuyama về sự kết thúc của lịch sử. Ngược lại, Nienhueser (2011) coi nghiên cứu (trong lĩnh vực quản lý nguồn nhân lực) là "tạo ra ý thức hệ".
Slavoj Zizek đã chỉ ra làm thế nào khái niệm về ý thức hệ có thể cho phép hình thức ý thức hệ sâu nhất, mù quáng nhất. Một loại ý thức sai lầm hoặc hoài nghi sai lầm, tham gia vào mục đích cho vay quan điểm của một người về sự tôn trọng khách quan, giả vờ hoài nghi trung lập, mà không thực sự là như vậy. Thay vì giúp tránh ý thức hệ, sai sót này chỉ làm sâu sắc hơn cam kết đối với một cái hiện có. Zizek gọi đây là "một cái bẫy hậu hiện đại ". Peter Sloterdijk đã đưa ra ý tưởng tương tự đã có vào năm 1988.
Cũng có một số nghiên cứu cho thấy rằng mối quan hệ với một ý thức hệ chính trị cụ thể là mang tính di truyền.

### Idiocracy
Khi một hệ tư tưởng chính trị trở thành một thành phần phổ biến thống trị trong một chính phủ, người ta có thể nói về một idiocracy. Các hình thức chính phủ khác nhau sử dụng ý thức hệ theo nhiều cách khác nhau, không phải lúc nào cũng bị giới hạn trong chính trị và xã hội. Một số ý tưởng và trường phái tư tưởng trở nên được ưa chuộng, hoặc bị từ chối, hơn những ý tưởng khác, tùy thuộc vào sự tương thích của chúng với hoặc sử dụng cho trật tự xã hội trị vì.
Như John Maynard Keynes bày tỏ, "Những kẻ điên trong chính quyền, người nghe thấy tiếng nói trong không khí, đang chưng cất sự điên cuồng của họ từ một số người viết nguệch ngoạc học thuật vài năm trước." 
Làm thế nào để hệ tư tưởng trở thành một phần của chính sách của chính phủ? Trong The Anatomy of Revolution, Crane Brinton nói rằng ý thức hệ mới lan rộng khi có sự bất mãn với một chế độ cũ. Những kẻ cực đoan như Lenin và Robespierre sẽ vượt qua những người cách mạng ôn hòa hơn. Giai đoạn này ngay sau đó là Thermidor, một sự trở lại của sự nhiệt tình cách mạng dưới những người theo chủ nghĩa thực dụng như Stalin và Napoleon Bonaparte, người mang lại " sự bình thường và cân bằng". Trình tự của Briton ("những người đàn ông của những ý tưởng> những kẻ cuồng tín > những người hành động thực tế") được J. William Fulbright nhắc lại, trong khi một hình thức tương tự xảy ra trong The True Believer của Eric Hoffer. Cuộc cách mạng vì thế trở thành một chế độ tư tưởng, mặc dù sự trỗi dậy của nó có thể được kiểm tra bởi một ' cuộc khủng hoảng giữa đời chính trị '.